# Oest-Koet
Oest-Koet (Russisch: Усть-Кут) is een stad in de oblast Irkoetsk aan de samenvloeiing van de Koet en de Lena op zowat 610 kilometer ten noorden van Irkoetsk. De stad werd gesticht in 1631 door de Kozaakse ataman Ivan Galkin die er een fort bouwde. De plaats kreeg de status van stad in 1954. Vandaag wordt de stad gezien als de belangrijkste stad aan de Baikal-Amoerspoorweg.
Leon Trotski verbleef hier enkele jaren in ballingschap.
Bestuurlijk centrum: Irkoetsk

Alzamaj · Angarsk · Bajkalsk · Birjoesinsk · Bodajbo · Bratsk · Tsjeremchovo · Kirensk · Nizjneoedinsk · Sajansk · Sjelechov · Sljoedjanka · Svirsk · Tajsjet · Toeloen · Oesolje-Sibirskoje · Oest-Ilimsk · Oest-Koet · Vichorevka · Zjeleznogorsk-Ilimski · Zima